# 5-甲氧基甲基糠醛
5-甲氧基甲基糠醛或简称甲氧基甲基糠醛，英语缩写MMF，是一种有机化合物，源自糖脱水并随后与甲醇醚化。这种无色液体可溶于多种溶剂，包括低级醇。该分子是呋喃的衍生物，含有醛和醚（甲氧基甲基）官能团。在智利植物Jaborosa magellanica（茄科）的叶子和根中检测到了MMF。它具有典型的马拉斯奇诺樱桃气味。MMF可以采用化学催化工艺由多种含碳水化合物的原料（包括糖、淀粉和纤维素）制成，是燃料和化学品的潜在“碳中和”原料。

## 生产
与糠醛的生产相似，MMF可以由己糖（例如葡萄糖和果糖）生产。它是通过己糖脱水和5-羟基甲基糠醛（HMF）醚化形成的。早在1936年，MMF和乙酰丙酸甲酯的批量生产工艺就获得了专利。Bicker报告了果糖脱水、HMF醚化成MMF以及在甲醇中形成副产物的一级动力学。在240 °C和2秒的停留时间的条件下，MMF的产率为78%，转化率为99%。在较短的停留时间下，特别是在较低温度下，观察到大量的HMF和少量的MMF。随着停留时间的增加，MMF的量增加，而HMF的量减少，这表明MMF的形成是通过HMF进行的。Brown等人在各种醇中的反应导致了适当的HMF醚和乙酰丙酸酯的形成。测试了从甲醇到2-丁醇的多种伯醇和仲醇。据报道，在甲醇中，与47%乙酰丙酸甲酯组合，MMF的产率为43%。Garves已证明，在180 °C至200 °C的温度下，醇和强酸催化剂可以在几分钟内有效降解纤维素。在甲醇甲基葡萄糖苷中，MMF和乙酰丙酸甲酯加上甲酸甲酯在连续反应中形成，并伴随着一些腐殖质残留物。

## 用途
Yoshida描述了以5-甲氧基甲基糠醛为起始材料合成新型生物质基乙烯基聚合物。HMF和MMF也是液体生物燃料转化的关键分子。HMF和MMF可转化为多种单烷氧基甲基醚和二烷氧基甲基醚。这些化合物还可以进一步转化为2,5-二甲基呋喃（DMF）和戊酸生物燃料。MMF的氧化会形成2,5-呋喃二甲酸，有人建议将其作为对苯二甲酸的替代品，用于生产包括聚酯和聚酰胺在内的多种塑料。Gandini对基于呋喃的构建单元在聚合物应用中的潜在应用进行了广泛的审查。专利表明，MMF可以防止皮革、油漆、食品和织物中真菌的生长，并且MMF作为更广泛的活性化合物的一部分，可以有效对抗心血管疾病、脑血管疾病、阿尔茨海默病和抑郁症。在烟草产品中添加MMF和其他烷氧基甲基糠醛已获得专利，因为它可以充当香料，在烟雾中提供甜味。

## 历史
关于MMF的第一篇论文可以追溯到1927年，由Haworth等人发表，他们在试图推断蔗糖结构时观察到了四甲基果糖脱水的产物。早在1936年，一项关于从果糖生产MMF的德国专利就已公布。后来，Wolfrom等人还从四甲基葡萄糖合成了MMF。这两种底物在酸性水溶液条件下都表现出高效转化为MMF。第一个工业应用的要求出现在1960年代。